# Wisdom Amey
Wisdom Amey (Bassano del Grappa, 2005. augusztus 11. –) nigériai-togói származású olasz labdarúgó, hátvéd. A Serie A-ban szereplő Bologna játékosa.

## Pályafutása

### Bologna
Amey előbb a Bassano Virtus csapatában, majd a Vicenza Virtus-ban szerepelt, mielőtt 2019-ben megszerezte a Bologna. A 2020/21-es idényben az U17, míg a 2021/22-es szezonban az U19-es csapatban szerepelt.
A felnőttcsapatban 2021. május 12-én mutatkozott be hazai környezetben a Genoa elleni 2–0-ra elvesztett bajnoki utolsó perceiben. Ezzel minden idők legfiatalabb játékosa lett a klubban, és a Serie A-ban; 15 évesen és 274 naposan.

## Statisztika
2022. október 22-i állapot szerint.
| Klub             | Szezon           | Bajnokság        | Bajnokság | Bajnokság | Kupa  | Kupa  | Nemzetközi | Nemzetközi | Egyéb | Egyéb | Összes | Összes |
| Klub             | Szezon           | Liga             | Mérk.     | Gólok     | Mérk. | Gólok | Mérk.      | Gólok      | Mérk. | Gólok | Mérk.  | Gólok  |
| ---------------- | ---------------- | ---------------- | --------- | --------- | ----- | ----- | ---------- | ---------- | ----- | ----- | ------ | ------ |
| Bologna          | Serie A          | 2020/21          | 1         | 0         | 0     | 0     | —          | —          | —     | —     | 1      | 0      |
| Bologna          | Serie A          | 2021/22          | 1         | 0         | 0     | 0     | —          | —          | —     | —     | 1      | 0      |
| Bologna          | Összesen         | Összesen         | 2         | 0         | 0     | 0     | 0          | 0          | 0     | 0     | 2      | 0      |
| KARRIER ÖSSZESEN | KARRIER ÖSSZESEN | KARRIER ÖSSZESEN | 2         | 0         | 0     | 0     | 0          | 0          | 0     | 0     | 2      | 0      |